# Carl Seashore
Carl Emil Seashore (ursprungligen Sjöstrand), född 28 januari 1866 i Mörlunda församling, Kalmar län, död 16 oktober 1949 i Lewiston, Idaho, var en svenskamerikansk psykolog. 

## Biografi
Seashore blev student 1891 vid Gustavus Adolphus College och filosofie doktor vid Yale University 1895. Han var assistent vid Yale Universitys psykologiska laboratorium 1895–97, var 1897–1902 biträdande och från 1902 ordinarie professor i psykologi vid University of Iowa samt ledare för dess psykologiska avdelning och sedan 1908 dekanus för Graduate College där. 
Seashore var medlem av National Academy of Science, ordförande i avdelningen för antropologi och psykologi i National Research Council 1920–21, vice ordförande i American Association for the Advancement of Science, psykolog vid Carnegie Board for Investigation of Engineering Education och ordförande i American Psychological Association 1911.
Seashore utarbetade ett stort antal undersökningsredskap, bland annat psykergograf och audiometer. Av hans författarskap kan nämnas Normal Illusions (1897, i "Yale Studies"), Localization of Sound (1900, i "Iowa Studies in Psychology"), Mental Work (ibid., 1905), Elementary Experiments in Psychology (1908, hans huvudarbete) och Psychology of Music (1910). Han var utgivare av "Iowa Studies in Psychology" och medutgivare av "Journal for Educational Psychology" samt var vice president vid den internationella psykologiska kongressen 1913.